# Отворено првенство Бангалора
Отворено првенство Бангалора је био један од ВТА женских професионалних турнира. Играо се у Бангалору у Индији од 2006. до 2008. Био је турнир  категорије. Играо се у првој половини фебруара, на отвореним теренима са тврдом подлогом.
Наградни фонд је био 600.000 долара
Следећа табела даје преглед награда и рејтинг бодова који су се могли добити на овом турниру у појединачној игри и у игри парова.
| Пласман         | новчана награда $ | рејтинг бодови | новчана награда $ | рејтинг бодови |
| Пласман         | појединачно       | појединачно    | у игри парова     |                |
| победник        | 28.000            | 120            | 7.620             | 140            |
| финалиста       | 14.650            | 85             | 4.020             | 100            |
| полуфуналисти   | 7.700             | 55             | 2.170             | 65             |
| четвртфиналисти | 4.050             | 30             | 1.160             | 35             |
| 2. коло         | 2.200             | 16             | -                 | -              |
| 1. коло         | 1.300             | 1              | 600               | 1              |

## Резултати

### Појединачно
|    | Година | Победник                | Финалиста                | Резултат          |
| 1. | 2006   | Мара Сантанђело Италија | Јелена Костанић Хрватска | 3–6, 7–6(5), 6–3, |
| 2. | 2007   | Јарослава Шведова Чешка | Мара Сантанђело Италија  | 6–4, 6–4          |
| 3. | 2008   |                         |                          |                   |

### Парови
|    | Година | Победник                                     | Финалиста                                    | Резултат          |
| 1. | 2006   | Лизел Хубер Јужна Африка · Сања Мирза Индија | Анастасија Родионова · Јелена Веснина Русија | 6–3, 6–3          |
| 2. | 2007   | Јунг-Џан Чан Чија-Џунг-Чуанг Тајпеј          | Су-Веј Сје Тајпеј · Аља Кудрјавцева Русија   | 6–7(4), 6–2, 11–9 |
| 3. | 2008   | -                                            | -                                            | -                 |